# عزبة الخفوج
عزبة الخفوج قرية تابعة لمركز السادات في محافظة المنوفية في جمهورية مصر العربية. تتبع إداريا للوحدة المحلية لقرية الطرانة